# Futbol'nyj Klub Dordoj Biškek
Il Futbol'nyj Klub Dordoj Biškek è una società calcistica con sede nella città di Biškek.

## Storia
Fu fondata nel 1997 e disputa le sue gare allo Spartak Stadium di Biškek.
Ha partecipato a sei edizioni finora disputate della Coppa del Presidente dell'AFC, vincendola in due occasioni; detiene il record di finali consecutive giocate in questa competizione (6).
Nel corso della sua storia il club ha cambiato diverse volte nome:
- 1997: Foondazione come FC Dordoi Naryn.
- 1998: Rinominato FC Dordoi-Zhashtyk-SKIF Naryn.
- 1999: Rinominato FC Dordoi Naryn.
- 2004: Rinominato FC Dordoi-Dynamo Naryn.
- 2010: Rinominato FC Dordoi Biškek.

## Palmarès

### Competizioni nazionali
- Vysshaja Liga: 13

2004, 2005, 2006, 2007, 2008, 2009, 2011, 2012, 2014, 2018, 2019, 2020, 2021
- Coppa del Kirghizistan: 10

2004, 2005, 2006, 2008, 2010, 2012, 2014, 2016, 2017, 2018
- Supercoppa del Kirghizistan: 4

2011, 2012, 2013, 2014

### Competizioni internazionali
- Coppa del Presidente dell'AFC: 2

2006, 2007

### Altri piazzamenti
- Vysshaja Liga:

Secondo posto: 2010, 2013, 2015, 2016, 2024
Terzo posto: 2023
- Coppa del Kirghizistan:

Finalista: 2013, 2019
Semifinalista: 2011
- Coppa del Presidente dell'AFC:

Finalista: 2005, 2008, 2009, 2010

## Organico

### Rosa 2020
| N. |                         | Ruolo | Calciatore            |
| -- | ----------------------- | ----- | --------------------- |
| 1  | Kirghizistan (bandiera) | P     | Valery Kashuba        |
| 4  | Kirghizistan (bandiera) | D     | Mustafa Yusupov       |
| 5  | Bielorussia (bandiera)  | D     | Maksim Shilo          |
| 6  | Kazakistan (bandiera)   | D     | Magamed Uzdenov       |
| 7  | Kirghizistan (bandiera) | A     | Ernist Batyrkanov     |
| 8  | Kirghizistan (bandiera) | C     | Aziz Sydykov          |
| 9  | Kirghizistan (bandiera) | C     | Bekzhan Sagynbaev     |
| 10 | Kirghizistan (bandiera) | A     | Mirlan Murzaev        |
| 11 | Kirghizistan (bandiera) | C     | Kajrat Žyrgalbek uulu |
| 13 | Kirghizistan (bandiera) | P     | Kutman Kadyrbekov     |
| 14 | Russia (bandiera)       | C     | Fedor Sheremetov      |
| 15 | Bulgaria (bandiera)     | D     | Georgi Radev          |
| 18 | Kirghizistan (bandiera) | C     | Nurlan Sarykbayev     |

| N. |                         | Ruolo | Calciatore          |
| -- | ----------------------- | ----- | ------------------- |
| 19 | Kirghizistan (bandiera) | A     | Mamatzia Zholdoshov |
| 21 | Kirghizistan (bandiera) | C     | Farhat Musabekov    |
| 22 | Kirghizistan (bandiera) | C     | Anton Zemljanuchin  |
| 23 | Kirghizistan (bandiera) | D     | Andrei Dolzhenko    |
| 27 | Kirghizistan (bandiera) | C     | Tursunali Rustamov  |
| 28 | Kirghizistan (bandiera) | C     | Edgar Bernhardt     |
| 29 | Kirghizistan (bandiera) | D     | Avazbek Otkeev      |
| 31 | Kirghizistan (bandiera) | D     | Aleksandr Miščenko  |
| 35 | Kirghizistan (bandiera) | P     | Erzhan Tokotaev     |
| 37 | Kirghizistan (bandiera) | A     | Ryskeldi Artykbaev  |
| 67 | Kirghizistan (bandiera) | C     | Gulzhigit Borubaev  |
| 93 | Uzbekistan (bandiera)   | D     | Sirojiddin Allaev   |
| 96 | Kirghizistan (bandiera) | C     | Abaj Bôkôleev       |